# 野村寅三郎
野村 寅三郎 （のむら とらさぶろう、1902年11月30日 - 1985年1月22日）は、日本の交通経済学者。神戸大学名誉教授。元日本海運経済学会副会長。

## 人物・経歴
京都市下京区四条通室町東入函谷鉾町生まれ。1921年京都市立第一商業学校（現京都市立西京高等学校）卒業。級友に新庄博神戸大学名誉教授がいた。
1924年神戸高等商業学校（現神戸大学）本科第二学年修了。1927年東京商科大学（現一橋大学）卒業。内池廉吉ゼミ出身で、専門は交通論。同年同大学補手。1928年中央気象台附属測候技術官養成所（現気象大学校）講師。1929年神戸商業大学助手。
1930年から文部省留学生として、ドイツやウィーン、イタリア、アメリカ合衆国に留学し、レオポルト・マイヤーに師事するなどした。1933年に龍田丸で日本に戻り、同年神戸商業大学助教授。1940年叙正六位。
太平洋戦争中は、東京商科大学東亜経済研究所（現一橋大学経済研究所）の赤松要らの南方調査に加わり、大佐相当官として、1942年から南方軍軍政総監部附。1945年 神戸経済大学教授。1946年 勲五等瑞宝章受章。1948年 神戸経済大学経営学専門部長。
1949年初代神戸経済大学準硬式野球部部長。1950年海技専門学院（現海技大学校）教授併任。1953年神戸大学経営学部教授、神戸大学評議員、兵庫県建築業審議会委員、神戸船員地方労働委員会委員。1958年神戸大学経営学部長。1961年神戸大学評議員、商学博士。1962年日本港湾経済学会設立発起人。
1964年文部省学術奨励審議会専門委員。1966年定年退官、神戸大学名誉教授、名古屋学院大学経済学部教授。名古屋学院大学附属図書館長、日本海運経済学会副会長なども務めた。1973年勲三等旭日中綬章受章。1985年叙従三位。

## 門下生
- 高村忠也神戸大学名誉教授（海運論）[9]
- 秋山一郎　神戸大学名誉教授（交通論）

## 著書
- 『貨物交通に於ける鐵道と自動車の競爭』神戸大学経済経営研究所 1935年
- 『地域経済開発と交通に関する理論』神戸大学経済経営研究所 1966年